# Lija Athletic FC
El Lija Athletic FC es un equipo de fútbol de Malta que milita en la Maltese National Amateur League, la tercera liga de fútbol más importante del país.

## Historia
Fue fundado en 1949 en la ciudad de Lija y han jugado en la Premier League de Malta en más de 3 ocasiones. Se unieron a la Asociación de Fútbol de Malta en la temporada 1948/49 iniciando en la Tercera División.
En 1957, la Asociación de Fútbol de Malta suspendió al club debido a incidentes ocurridos durante un partido ante el Qormi FC en los que los jugadores de ambos equipos se pusieron a pelear y el árbitro suspendió el juego. La decisión fue revertida un año después.
Su primera temporada en la máxima categoría fue en 1980/81, aunque descendió al año siguiente.

## Rivalidades
La principal rivalidad del club es con el Balzan Youths FC debido a que ambos clubes son de la misma región.

## Palmarés
- Primera División de Malta: 1

2016/17

## Gerencia
| Puesto                   | Nombre            |
| ------------------------ | ----------------- |
| Presidente               | Peter Fenech      |
| Vice Presidente Senior   | David Formosa     |
| Vice Presidente          | Emmanuel Bezzina  |
| Secretario               | Samuel M. Cutajar |
| Asistente del Secretario | Carmel Bonnici    |
| Tesorero                 | Antoine Sacco     |
| Asistente del Tesorero   | Saviour Sammut    |
| Delegado del Club        | Charles J. Scerri |
| PRO                      | Jeremy Dalli      |

## Entrenadores
- Brian Spiteri (2004-??)[4]
- Marco Gerada (junio de 2011-??)[5]
- Brian Spiteri (junio de 2012-2014)[6][4][7]
- Joe Brincat (mayo de 2014-diciembre de 2014)[7][8]
- Brian Spiteri (enero de 2015-??)[4]
- Joseph Galea (mayo de 2016-presente)[2]